# Жињи Биси
Жињи Биси (фр. Gigny-Bussy) насеље је и општина у североисточној Француској у региону Шампањ-Арден, у департману Марна која припада префектури Витри ле Франсоа.
По подацима из 2011. године у општини је живело 237 становника, а густина насељености је износила 10,56 становника/km². Општина се простире на површини од 22,45 km². Налази се на средњој надморској висини од 220 метара.

## Демографија
| 1962. | 1968. | 1975. | 1982. | 1990. | 1999. | 2011. |
| ----- | ----- | ----- | ----- | ----- | ----- | ----- |
| 223   | 259   | 241   | 241   | 244   | 243   | 237   |

График промене броја становника у току последњих година